# 刘正谦
刘正谦（1929年10月—），又名小山，男，回族，祖籍山东青州，生于北京，中国书法家，曾任中国书法家协会理事。